# فهرست آثار ملی شهرستان بردسکن
فهرست آثار ملی شهرستان بردسکن شامل ۲۶ اثر ملی در شهرستان بردسکن است که تا ۱۳۹۷ به ثبت رسیده‌اند که سهم این شهرستان در سطح استان خراسان رضوی که بالغ بر ۱۴۰۷ اثر تاریخی ثبت شده دارد بسیار ناچیز است.
برج فیروزآباد نخستین و برج علی‌آباد دومین اثر ملی شهرستان بردسکن است که به‌ترتیب با شمارهٔ ثبتی ۹۱ و ۱۲۷ در تاریخ ۱۵ دی ۱۳۱۰ خورشیدی در فهرست آثار ملی ایران جای گرفته‌اند. همچنین برج فیروزآباد قدیمی‌ترین بنای تاریخی این شهرستان است.
تپهٔ چوپان مربوط هزارهٔ دوم پیش از میلاد قدیمی‌ترین محوطهٔ باستانی ثبت‌شده در شهرستان بردسکن است. افزون‌براین تپهٔ چوپان در سال ۱۴۰۳ خورشیدی با شمارهٔ ثبتی ۳۴۱۷۹ در فهرست آثار ملی ایران جای گرفت که تازه‌ترین اثر ثبتی در این شهرستان نیز می‌باشد.
محوطهٔ فیروزآباد مربوط به دوره‌های تاریخی تا دورهٔ تیموریان احتمالاً همان خرابه‌های شهر ترشیز قدیم مرکز ولایت پشت از نواحی ربع نیشابور است که با شمارهٔ ثبتی ۱۰۹۱۹ در تاریخ ۲۷ بهمن ۱۳۸۲ خورشیدی در فهرست آثار ملی ایران جای گرفته است.
آرامگاه عبدل‌آباد شاخص‌ترین «بنای آرامگاهی» در شهرستان بردسکن می‌باشد که مربوط به دورهٔ ایلخانی است و با شمارهٔ ثبتی ۱۰۹۰۸ در تاریخ ۲۷ بهمن ۱۳۸۲ خورشیدی در فهرست آثار ملی ایران جای گرفته است.
خانهٔ علمی مربوط به دورهٔ پهلوی که با شمارهٔ ثبتی ۲۸۲۰۸ در تاریخ ۶ بهمن ۱۳۸۸ خورشیدی در فهرست آثار ملی ایران جای گرفته است، هم‌اکنون به‌عنوان «موزه مردم‌شناسی» و «ادارهٔ میراث فرهنگی، گردشگری و صنایع دستی شهرستان بردسکن» مورد استفاده قرار می‌گیرد.
قلعهٔ رحمانیه مربوط به سدهٔ ۸ تا ۱۲ قمری دارای پلانی دایره‌ای (گِرد) نیز یکی دیگر از بناهای شاخص این شهرستان می‌باشد که با شمارهٔ ثبتی ۱۱۰۳۵ در تاریخ ۱۷ مرداد ۱۳۸۳ خورشیدی در فهرست آثار ملی ایران جای گرفته است. همچنین رباط کبودان مربوط به دورهٔ قاجار تنها اثر ملی ثبت‌شده با کاربری «کاروانسرا» در شهرستان بردسکن است که با شمارهٔ ثبتی ۲۱۰۶ در تاریخ ۱۸ شهریور ۱۳۷۷ خورشیدی در فهرست آثار ملی ایران جای گرفته است.

## آثار ثبت‌شده
| ردیف        | نام اثر               | نگاره          | دیرینگی                          | موقعیت | شمارهٔ ثبت | تاریخ ثبت      | منبع   |
| بناها       | بناها                 | بناها          | بناها                            | بناها | بناها     | بناها          | بناها  |
| ----------- | --------------------- | -------------- | -------------------------------- | --- | --------- | -------------- | ------ |
| ۱           | برج فیروزآباد         |                | دورهٔ سلجوقی                      | روستای فیروزآباد۳۵°۷′۳۳٫۷″ شمالی ۵۷°۵۷′۱۰٫۹″ شرقی / ۳۵٫۱۲۶۰۲۸°شمالی ۵۷٫۹۵۳۰۲۸°شرقی                            | ۹۱        | ۱۵ دی ۱۳۱۰     | [ ۳ ]  |
| ۲           | برج علی‌آباد           |                | سدهٔ ۸ ق                          | روستای علی‌آباد کشمر۳۵°۱۷′۳۱٫۰″ شمالی ۵۸°۶′۱۱٫۳″ شرقی / ۳۵٫۲۹۱۹۴۴°شمالی ۵۸٫۱۰۳۱۳۹°شرقی                         | ۱۲۷       | ۱۵ دی ۱۳۱۰     | [ ۴ ]  |
| ۳           | رباط کبودان           |                | دورهٔ قاجار                       | روستای کبودان۳۵°۲۲′۳۶٫۴″ شمالی ۵۷°۵۸′۴۰٫۳″ شرقی / ۳۵٫۳۷۶۷۷۸°شمالی ۵۷٫۹۷۷۸۶۱°شرقی                              | ۲۱۰۶      | ۱۸ شهریور ۱۳۷۷ | [ ۱۱ ] |
| ۴           | آب‌انبار کوشه          |                | اواخر دورهٔ قاجار                 | روستای کوشه۳۵°۹′۱۰٫۷″ شمالی ۵۷°۵۸′۱۶٫۷″ شرقی / ۳۵٫۱۵۲۹۷۲°شمالی ۵۷٫۹۷۱۳۰۶°شرقی                                 | ۶۶۵۰      | ۱۰ دی ۱۳۸۱     | [ ۱۲ ] |
| ۵           | مسجد جامع کوشه        |                | دورهٔ قاجار                       | روستای کوشه۳۵°۹′۹٫۵″ شمالی ۵۷°۵۸′۱۸٫۷″ شرقی / ۳۵٫۱۵۲۶۳۹°شمالی ۵۷٫۹۷۱۸۶۱°شرقی                                  | ۶۶۵۱      | ۱۰ دی ۱۳۸۱     | [ ۱۳ ] |
| ۶           | امامزادهٔ الله‌آباد     | بارگذاری تصویر | دورهٔ قاجار                       | روستای الله‌آباد۳۵°۳′۲۴″ شمالی ۵۷°۵۱′۲۳″ شرقی / ۳۵٫۰۵۶۶۷°شمالی ۵۷٫۸۵۶۳۹°شرقی                                   | ۱۰۹۰۷     | ۲۷ بهمن ۱۳۸۲   | [ ۱۴ ] |
| ۷           | آرامگاه عبدل‌آباد      |                | دورهٔ ایلخانی                     | روستای عبدل‌آباد۳۵°۵′۴۳٫۶″ شمالی ۵۷°۵۸′۳۷٫۷″ شرقی / ۳۵٫۰۹۵۴۴۴°شمالی ۵۷٫۹۷۷۱۳۹°شرقی                             | ۱۰۹۰۸     | ۲۷ بهمن ۱۳۸۲   | [ ۸ ]  |
| ۸           | مسجد زیرک‌آباد         |                | دورهٔ افشار - دورهٔ زند            | روستای زیرک‌آباد۳۵°۱۱′۳۶٫۸″ شمالی ۵۷°۵۴′۵۹٫۱″ شرقی / ۳۵٫۱۹۳۵۵۶°شمالی ۵۷٫۹۱۶۴۱۷°شرقی                            | ۱۰۹۰۹     | ۲۷ بهمن ۱۳۸۲   | [ ۱۵ ] |
| ۹           | مسجد جامع سیف‌آباد     |                | دورهٔ قاجار                       | روستای سیف‌آباد۳۵°۱۱′۱۲٫۶″ شمالی ۵۷°۵۸′۵۹٫۴″ شرقی / ۳۵٫۱۸۶۸۳۳°شمالی ۵۷٫۹۸۳۱۶۷°شرقی                             | ۱۱۰۳۳     | ۱۷ مرداد ۱۳۸۳  | [ ۱۶ ] |
| ۱۰          | آب‌انبار سید باقر      |                | دورهٔ قاجار                       | شهر بردسکن - جنب شهرداری بردسکن۳۵°۱۵′۱۴٫۸″ شمالی ۵۷°۵۸′۰٫۷″ شرقی / ۳۵٫۲۵۴۱۱۱°شمالی ۵۷٫۹۶۶۸۶۱°شرقی             | ۱۱۰۳۴     | ۱۷ مرداد ۱۳۸۳  | [ ۱۷ ] |
| ۱۱          | قلعه رحمانیه          |                | سدهٔ ۸ تا ۱۲ ق                    | روستای رحمانیه۳۵°۳′۳۷″ شمالی ۵۷°۵۳′۶″ شرقی / ۳۵٫۰۶۰۲۸°شمالی ۵۷٫۸۸۵۰۰°شرقی                                     | ۱۱۰۳۵     | ۱۷ مرداد ۱۳۸۳  | [ ۱۰ ] |
| ۱۲          | مسجد جامع قدیم بردسکن |                | دورهٔ قاجار                       | شهر بردسکن - خیابان قائم، خیابان سید باقر۳۵°۱۵′۱۱٫۰″ شمالی ۵۷°۵۸′۱٫۲″ شرقی / ۳۵٫۲۵۳۰۵۶°شمالی ۵۷٫۹۶۷۰۰۰°شرقی   | ۱۱۰۳۶     | ۱۷ مرداد ۱۳۸۳  | [ ۱۸ ] |
| ۱۳          | قلعه دختر درونه       |                | سدهٔ ۶ تا ۹ ق                     | ۷ کیلومتری شمال‌غرب روستای درونه۳۵°۱۲′۱۷″ شمالی ۵۷°۲۲′۸″ شرقی / ۳۵٫۲۰۴۷۲°شمالی ۵۷٫۳۶۸۸۹°شرقی                   | ۱۶۳۳۴     | ۲۴ آبان ۱۳۸۵   | [ ۱۹ ] |
| ۱۴          | مسجد حطیطه            | بارگذاری تصویر | اوایل دورهٔ قاجار                 | روستای حطیطه۳۵°۱۱′۷٫۷″ شمالی ۵۷°۵۲′۳۷٫۳″ شرقی / ۳۵٫۱۸۵۴۷۲°شمالی ۵۷٫۸۷۷۰۲۸°شرقی                                | ۱۶۴۷۶     | ۲۷ آبان ۱۳۸۵   | [ ۲۰ ] |
| ۱۵          | خانه شازده            | بارگذاری تصویر | اواخر دورهٔ قاجار                 | روستای زمان‌آباد۳۵°۱۰′۵۵″ شمالی ۵۷°۴۹′۱۶″ شرقی / ۳۵٫۱۸۱۹۴°شمالی ۵۷٫۸۲۱۱۱°شرقی                                  | ۱۷۴۱۳     | ۶ اسفند ۱۳۸۵   | [ ۲۱ ] |
| ۱۶          | خانه علوی             |                | اواخر دورهٔ قاجار                 | روستای باب‌الحکم۳۵°۱۴′۵۱٫۹۴۰″ شمالی ۵۷°۵۳′۴۹٫۶۸۲″ شرقی / ۳۵٫۲۴۷۷۶۱۱۱°شمالی ۵۷٫۸۹۷۱۳۳۸۹°شرقی                    | ۱۷۴۲۳     | ۶ اسفند ۱۳۸۵   | [ ۲۲ ] |
| ۱۷          | آب‌انبار قوژدآباد      |                | اواخر دورهٔ قاجار                 | روستای قوژدآباد۳۵°۸′۲۷٫۲″ شمالی ۵۸°۲′۶٫۹″ شرقی / ۳۵٫۱۴۰۸۸۹°شمالی ۵۸٫۰۳۵۲۵۰°شرقی                               | ۱۷۴۳۳     | ۶ اسفند ۱۳۸۵   | [ ۲۳ ] |
| ۱۸          | مسجد شهرآباد          |                | اواسط دورهٔ قاجار                 | شهر شهرآباد - انتهای بلوار مرکزی۳۵°۸′۵۳٫۰″ شمالی ۵۷°۵۶′۲٫۴″ شرقی / ۳۵٫۱۴۸۰۵۶°شمالی ۵۷٫۹۳۴۰۰۰°شرقی             | ۱۷۸۷۷     | ۱۴ اسفند ۱۳۸۵  | [ ۲۴ ] |
| ۱۹          | آب‌انبار رکن‌آباد       |                | اواخر دورهٔ قاجار                 | روستای رکن‌آباد۳۵°۸′۵۹٫۶″ شمالی ۵۸°۲′۴۸٫۸″ شرقی / ۳۵٫۱۴۹۸۸۹°شمالی ۵۸٫۰۴۶۸۸۹°شرقی                               | ۱۹۱۱۷     | ۳ خرداد ۱۳۸۶   | [ ۲۵ ] |
| ۲۰          | قلعه دختر خوشاب       |                | سدهٔ ۶ تا ۸ ق                     | ۶ کیلومتری شرق روستای خوشاب۳۵°۲۴′۴۲٫۲″ شمالی ۵۸°۱۳′۳۷٫۶″ شرقی / ۳۵٫۴۱۱۷۲۲°شمالی ۵۸٫۲۲۷۱۱۱°شرقی                | ۱۹۱۱۹     | ۳ خرداد ۱۳۸۶   | [ ۲۶ ] |
| ۲۱          | آب‌انبار باب‌الحکم      |                | اواخر دورهٔ صفوی                  | روستای باب‌الحکم۳۵°۱۴′۵۳٫۰″ شمالی ۵۷°۵۳′۵۰٫۶″ شرقی / ۳۵٫۲۴۸۰۵۶°شمالی ۵۷٫۸۹۷۳۸۹°شرقی                            | ۱۹۱۹۹     | ۳ خرداد ۱۳۸۶   | [ ۲۷ ] |
| ۲۲          | آب‌انبار خرم‌آباد       |                | اوایل دورهٔ قاجار                 | روستای خرم‌آباد۳۵°۹′۵۳٫۷″ شمالی ۵۷°۵۵′۴۵٫۹″ شرقی / ۳۵٫۱۶۴۹۱۷°شمالی ۵۷٫۹۲۹۴۱۷°شرقی                              | ۱۹۲۰۰     | ۳ خرداد ۱۳۸۶   | [ ۲۸ ] |
| ۲۳          | خانه علمی             |                | دورهٔ پهلوی                       | شهر بردسکن - خیابان طالقانی، نبش کوچه علمی۳۵°۱۵′۳۰٫۹″ شمالی ۵۷°۵۷′۴۹٫۸″ شرقی / ۳۵٫۲۵۸۵۸۳°شمالی ۵۷٫۹۶۳۸۳۳°شرقی | ۲۸۲۰۸     | ۶ بهمن ۱۳۸۸    | [ ۲ ]  |
| تپه محوطه‌ها |                       |                |                                  | |           |                |        |
| ۲۴          | محوطه عبدل‌آباد        |                | دورهٔ ایلخانی تا اواخر دورهٔ قاجار | روستای عبدل‌آباد۳۵°۵′۴۵″ شمالی ۵۷°۵۸′۳۸″ شرقی / ۳۵٫۰۹۵۸۳°شمالی ۵۷٫۹۷۷۲۲°شرقی                                   | ۱۰۹۰۶     | ۲۷ بهمن ۱۳۸۲   | [ ۲۹ ] |
| ۲۵          | محوطه فیروزآباد       |                | دوره‌های تاریخی تا دورهٔ تیموریان  | روستای فیروزآباد۳۵°۷′۲۸″ شمالی ۵۷°۵۶′۵۵″ شرقی / ۳۵٫۱۲۴۴۴°شمالی ۵۷٫۹۴۸۶۱°شرقی                                  | ۱۰۹۱۹     | ۲۷ بهمن ۱۳۸۲   | [ ۷ ]  |
| —           | تپه چوپان             | بارگذاری تصویر | هزارهٔ دوم پیش از میلاد           | در نزدیکی روستای علی بیگ۳۵°۱۶′۳۲٫۵″ شمالی ۵۷°۴۵′۵٫۲″ شرقی / ۳۵٫۲۷۵۶۹۴°شمالی ۵۷٫۷۵۱۴۴۴°شرقی                    | ۳۴۱۷۹     | ۱۴۰۳           | [ ۵ ]  |
| غارها       |                       |                |                                  | |           |                |        |
| ۲۶          | غار درونه             |                | سدهٔ ۶ تا ۸ ق                     | ۱۴ کیلومتری غرب روستای درونه۳۵°۱۳′۵۱٫۷۳۷″ شمالی ۵۷°۲۵′۲۰٫۱۲۹″ شرقی / ۳۵٫۲۳۱۰۳۸۰۶°شمالی ۵۷٫۴۲۲۲۵۸۰۶°شرقی       | ۱۶۳۲۹     | ۲۴ آبان ۱۳۸۵   | [ ۳۰ ] |

## مطالعهٔ بیشتر
- احمد حسینی (۱۳۸۳)، تاریخ بردسکن (با نگاهی ویژه به ترشیز قدیم)، سبزوار: امید مهر، شابک ۹۶۴-۸۶۰-۵۱۸-۱
- حسن الله وردیان طوسی (۱۳۸۴)، سفر به خراسان: راهنمای اماکن متبرکه، نقاط دیدنی، بناهای تاریخی و جاذبه‌های طبیعی استان خراسان، مشهد: سخن گستر، شابک ۹۶۴-۴۷۷-۰۱۸-۸